# Sigeberto I
Sigeberto I (535 – setembro de 575) foi rei da Austrásia da morte de seu pai em 561 até sua própria morte. Foi o terceiro filho sobrevivente dentre os quatro de Clotário I e Ingunda. Seu reinado foi principalmente ocupado com uma bem-sucedida guerra civil contra seu meio irmão Quilperico I.

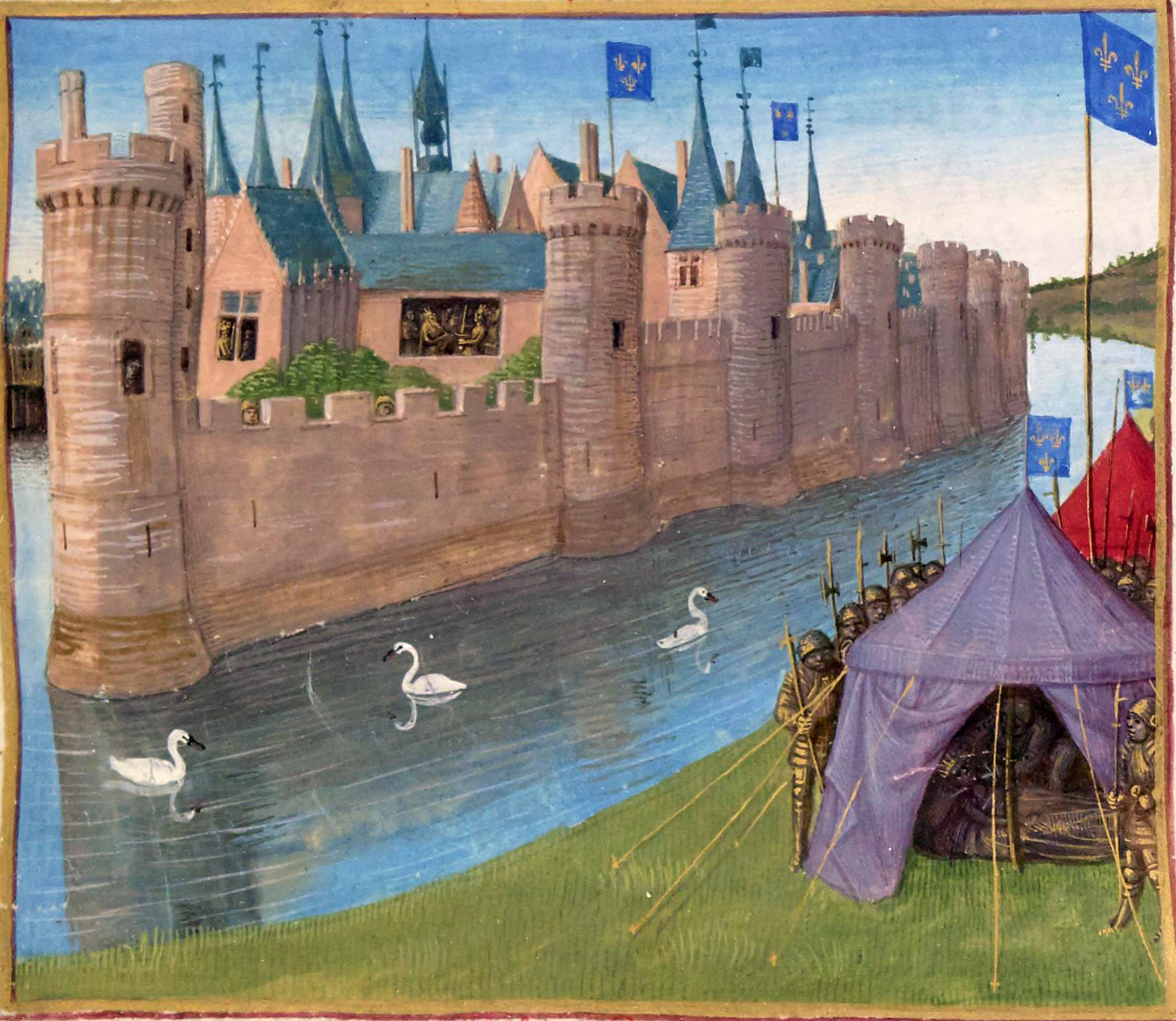
O assassinato de Sigeberto, de Jean Fouquet. Grandes Chroniques de France, século XIV

Por volta de 567 ele casou-se com Brunilda, filha do rei visigodo Atanagildo. Este casamento, se nós tomarmos o principal cronista da época, Gregório de Tours, em suas palavras, revela algo sobre o caráter superior de Sigeberto naquela época violenta e lasciva. Conforme Gregório:
Agora quando o rei Sigeberto viu que seus irmãos estavam tomando esposas indignas deles, e para suas desgraças estavam na verdade casando-se com mulheres escravas, ele enviou uma embaixada à Espanha e com muitos presentes pediu a mão de Brunilda, filha do rei Atanagildo. Ela era uma bela donzela, de aparência agradável, virtuosa e prendada, com bom senso e bem nascida. Seu pai não recusou, e a enviou ao rei que eu citei com grandes tesouros. E o rei juntou seus principais homens, preparou um banquete, e a tomou como sua esposa em meio a grandes felicidades e alegrias. E apesar de que ela fosse uma seguidora da lei ariana, ela foi convertida pela pregação dos bispos pela advertência do próprio rei, e ela confessou a união da Santíssima Trindade, e acreditou e foi batizada. E ela permaneceu católica em nome de Cristo.